# Enrique Jaramillo Levi
Enrique Jaramillo Levi (Colón, Panamá, 11 de diciembre de 1944) es un escritor panameño, autor de más de 50 libros de cuento, poesía y ensayo. 
Es licenciado en Filosofía y Letras con especialización en inglés y profesor de Segunda Enseñanza por la Universidad de Panamá. Tiene además maestrías en Creación Literaria y en Letras Hispanoamericanas por la Universidad de Iowa y realizó los estudios completos del Doctorado en Letras Iberoamericanas en el Colegio de México, México, D.F., (1974) y en la Universidad Nacional Autónoma de México (1975), aunque los dejó inconclusos al no presentar la tesis doctoral. En 1971 obtuvo la "Beca Centroamericana de Literatura" del Centro Mexicano de Escritores para estudiar en el taller literario supervisado por Juan Rulfo, Salvador Elizondo y Francisco Monterde en la ciudad de México. 
Ha ejercido la docencia universitaria en México, Estados Unidos y Panamá, y de 1987 a 1988 fue investigador literario en los Estados Unidos en el "Nettie Lee Benson Latin American Collection" de la Biblioteca de la Universidad de Texas, en Austin.

## Trayectoria
Fue elegido, para el período de septiembre a diciembre de 2009, como "Charles Phelps Taft Visiting Fellow" como escritor residente de la Universidad de Cincinnati en Ohio, Estados Unidos. 
En 2009 obtuvo ganó en la categoría de cuento de los LXXII Juegos Florales Hispanoamericanos de Quetzaltenango, Guatemala. En 2005 ganó el Concurso Nacional de Literatura "Ricardo Miró" en la sección de cuento. En 1964 ya había obtenido una Mención Honorífica en la misma categoría y en 1965 en la categoría de Teatro. En 1970 obtuvo una Mención Honorífica en el Tercer Certamen Cultural Centroamericano. En 1971 y 1972 ganó la Beca Centroamericana de Literatura convocada por el Centro Mexicano de Escritores y la Fundación Ford de México. 
En Panamá ha sido el gestor de varios premios literarios: Premio de poesía Gustavo Batista Cedeño del Instituto Nacional de Cultura, el Premio Centroamericano de Literatura Rogelio Sinán y el Premio Nacional de Cuento José María Sánchez de la Universidad Tecnológica de Panamá, el Premio Signos de Joven Literatura (cuento y poesía), el Premio Nacional Signos Guillermo Andreve al Mejor Libro Publicado, el Premio Signos de Poesía Stella Sierra y el Premio Signos de Ensayo Literario Rodrigo Miró Grimaldo en la Fundación Cultural Signos; el Premio Maga de Cuento Breve en la Revista Cultural Maga.
Ha sido el creador de varias colecciones de libros, y es un editor muy activo. Es fundador de varias revistas literarias, entre las que destacan la Revista Cultural Maga que se ha estado publicando desde 1984.
Ha compilado varias antologías de cuento, poesía y ensayo, publicadas en Estados Unidos, México, Colombia, Costa Rica y Panamá: Sueños compartido (Compilación histórica de cuentistas panameños: 1892 - 2004) Tomos I y II (Panamá, 2005); Cuentos panameños - Antología de narrativa panameña contemporánea (España, 2004); Flor y nata (Mujeres cuentistas de Panamá) (Panamá, 2004); La minificción en Panamá (Breve antología del cuento breve en Panamá) (Colombia, 2003); Construyamos un puente - 31 poetas panameñs naciodos entre 1957 y 1983 - con Salvador Medina Barahona (Panamá, 2003); Pequeñas resistencias 2: Antología del cuento centroamericano contemporánero (España, 2003); Panamá cuenta - Cuentistas del Centenario 1851 - 2003 (Panamá, 2003); Hasta el sol de mañana (50 cuentistas panameños nacidos a partir de 1949)(Panamá, 1998); Contemporary Short Stories from Central Americana (junto con Leland H. Chambers)(Estados Unidos, 1994); When New Flowers Bloomed. Short Stories by Women Writers From Costa Rica and Panamá (Estados Unidos, 1991); Poesía erótica de Panamá (1929-1981) (México, 1982); Homenaje a Rogelio Sinán. Poesía y cuento (México, 1982). Poesía erótica mexicana (1989-1980) (dos tomos) (México, 1982); Poesía panameña contemporánea (1929-1979) (México, 1980); El cuento erótico en México (México,1975); Antología crítica de joven narrativa panameña (México, 1971).

## Obras

### Teatro
- La cápsula de cianuro (también contiene Gigolo) (Panamá, 1966)
- Si la humanidad no pintara colores! (También contiene Alucinación) (Panamá, 1967)

### Poesía
- Los atardeceres de la memoria (1970-1978) (México, 1978)
- Fugas y engranajes (1978-1980) (México, 1982)
- Cuerpos amándose en el espejo (1978-1980) (México, 1982)
- Extravíos (Costa Rica, 1989)
- Siluetas y clamores (Hibridario poético de momentos disímiles) (Panamá, 1993)
- Recuperar la voz (Poesía selecta: 1970-1993) (México, 1994)
- A flor de piel (Panamá, 1997)
- Conjuros y presagios (Panamá, 2001)
- Echar raíces (Panamá, 2003)
- Entrar saliendo (Panamá, 2006)
- Mirada interior (México, 2009)
- Todo el tiempo del mund (Guatemala, 2010)

### Cuento
- Catalepsia (Panamá, 1965)
- Relatos (México, 1973)
- Duplicaciones (México, 1973)
- El búho que dejó de latir (México, 1974)
- Renuncia al tiempo (México, 1975)
- Caja de resonancias: 21 cuentos fantásticos (antología) (México, 1983)
- Ahora que soy él (Costa Rica, 1985)
- La voz despalabrada (antología) (Costa Rica, 1986)
- El fabricante de máscaras (Panamá, 1992)
- Duplications and Other Stories (Estados Unidos, 1994)
- 3 relatos de antes (México, 1995)
- Tocar fondo (Panamá, 1996)
- The Shadow. Thirteen Stories in Opposition (Estados Unidos, 1996)
- Caracol y otros cuentos (México, 1998)
- Duplicaciones (edición aumentada) (México, 1982 y España, 1990 y 2001)
- Cuentos de bolsillo (Antología de minicuentos) (Panamá, 2001)
- Senderos retorcidos (Cuentos selectos: 1968-1998) (México, 2001)
- Luminoso tiempo gris (Páginas de Espuma, Madrid, 2002)
- De tiempos y destiempos (reedición en un solo tomo de El búho que dejó de latir, México, 1974 y de Renuncia al tiempo, México, 1975) (Argentina, 2002)
- El vendedor de libros (Antología de cuentos largos) (El Salvador, 2002)
- En un abrir y cerrar de ojos (Costa Rica, 2002)
- Híbridos (México, 2004)
- Para más señas (Venezuela, 2005)

### Ensayo
- La estética de la esperanza (tomo I) (artículos periodísticos, prólogos, reseñas de libros, conferencias, discursos) (Panamá, 1993)
- La estética de la esperanza (tomo II) (artículos periodísticos, prólogos, reseñas de libros, conferencias, discursos) (Panamá, 1995)
- El escritor y la honestidad intelectual (México, 1995)
- La mirada en el espejo - El arte de la creación literaria: visión del mundo, razón de vida (Panamá, 1998)
- Nacer para escribir y otros desafíos (Panamá, 2000)
- Manos a la obra y otras tenacidades y desmesuras (Panamá, 2004)